# Осадьковка
Осадьковка (укр. Осадьківка), село, 
Петровский сельский совет, 
Купянский район, 
Харьковская область.
Код КОАТУУ — 6323785005. Население по переписи 2001 года составляет 73 (36/37 м/ж) человека.

## Географическое положение
Село Осадьковка находится на левом берегу реки Сенек, 
выше по течению на расстоянии в 1 км расположено село Василевка,
ниже по течению на расстоянии в 2 км расположено село Стенка,
на противоположном берегу — сёла Пойдуновка и Тамаргановка.
Через село проходит железная дорога, станция Осадьковка.

## История
- 1899 — дата основания.

## Известные люди
- Жало Семён Сергеевич — (1918-1997), Герой Советского Союза, родился 16 апреля 1918 года в селе Осадьковка.